# Xanthichthys auromarginatus
Xanthichthys auromarginatus is een straalvinnige vissensoort uit de familie van trekkervissen (Balistidae). De wetenschappelijke naam van de soort is voor het eerst geldig gepubliceerd in 1832 door Bennett.